# Letland op de Olympische Winterspelen 2002

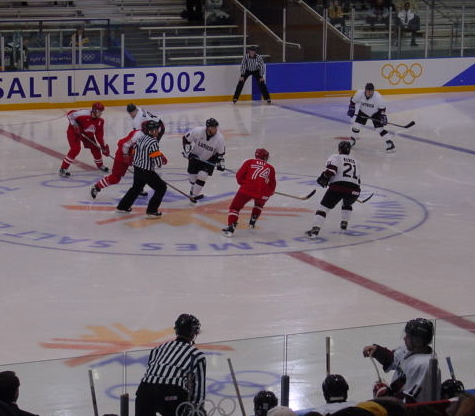
IJshockeywedstrijd Oostenrijk-Letland op de Olympische Winterspelen 2002

Tijdens de Olympische Winterspelen van 2002, die in Salt Lake City (Verenigde Staten) werden gehouden, nam Letland voor de zevende keer deel.

## Deelnemers en resultaten
(m) = mannen, (v) = vrouwen 

### Alpineskiën
| Olympiër      | Discipline       | Resultaat | Prestatie                      |
| ------------- | ---------------- | --------- | ------------------------------ |
| Ivars Ciaguns | reuzenslalom (m) | dnf-1     | opgave run 1                   |
| Ivars Ciaguns | slalom (m)       | 25e       | 1.54,73 (+13,67) — 56,31+58,42 |

### Biatlon
| Olympiër                                                         | Discipline                | Resultaat | Prestatie |
| ---------------------------------------------------------------- | ------------------------- | --------- | --- |
| Ilmārs Bricis                                                    | 10 km sprint (m)          | 40e       | 27.17,3 (+2.26,0) pen.: 2 (1 + 1) |
| Ilmārs Bricis                                                    | 12,5 km achtervolging (m) | 51e       | +6.15,3 pen.: 7 (0 + 1 + 3 + 3) |
| Ilmārs Bricis                                                    | 20 km (m)                 | 39e       | 56.24,4 (+5.21,1) pen.: 3 (0 + 2 + 1 + 0) |
| Oļegs Maļuhins                                                   | 10 km sprint (m)          | 46e       | 27.30,7 (+2.39,4) pen.: 3 (1 + 2) |
| Oļegs Maļuhins                                                   | 12,5 km achtervolging (m) | 30e       | +3.35,9 pen.: 3 (0 + 0 + 1 + 2) |
| Oļegs Maļuhins                                                   | 20 km (m)                 | dnf       | opgave |
| Jēkabs Nākums                                                    | 10 km sprint (m)          | 52e       | 27.40,9 (+2.49,6) pen.: 1 (1 + 0) |
| Jēkabs Nākums                                                    | 12,5 km achtervolging (m) | 54e       | +6.44,7 pen.: 5 (1 + 2 + 2 + 0) |
| Jēkabs Nākums                                                    | 20 km (m)                 | 35e       | 56.19,6 (+5.16,3) pen.: 1 (0 + 0 + 0 + 1) |
| Gundars Upenieks                                                 | 10 km sprint (m)          | 65e       | 28.11,9 (+3.20,6) pen.: 3 (3 + 0) |
| Gundars Upenieks                                                 | 20 km (m)                 | 71e       | 59.56,0 (+8.52,7) pen.: 5 (2 + 0 + 3 + 0) |
| Team Oļegs Maļuhins Jēkabs Nākums Gundars Upenieks Ilmārs Bricis | 4x7,5 km estafette (m)    | 17e       | 1:32.00,8 (+8.18,5) pen.: 3-12 23.54,4 pen.: 1-5 (0-2 + 1-3) 21.50,3 pen.: 0-0 (0-0 + 0-0) 22.20,1 pen.: 0-2 (0-0 + 0-2) 23.56,0 pen.: 2-5 (2-3 + 0-2) |
|                                                                  |                           |           | |
| Andžela Brice                                                    | 7,5 km sprint (v)         | 58e       | 24.32,5 (+3.51,1) pen.: 1 (0 + 1) |
| Andžela Brice                                                    | 10 km achtervolging (v)   | dnf       | ingehaald |
| Andžela Brice                                                    | 15 km (v)                 | 63e       | 59.20,9 (+11.51,8) pen.: 6 (1 + 2 + 1 + 2) |

### Bobsleeën
| Olympiër                                                   | Discipline               | Resultaat | Prestatie                                       |
| ---------------------------------------------------------- | ------------------------ | --------- | ----------------------------------------------- |
| Sandis Prūsis Mārcis Rullis                                | 2-mansbob (m) Letland I  | 11e       | 3.12,60 (+2,49) (48,10 / 48,06 / 48,08 / 48,36) |
| Gatis Gūts Intars Dīcmanis                                 | 2-mansbob (m) Letland II | 13e       | 3.12,68 (+2,57) (48,07 / 48,22 / 48,14 / 48,25) |
| Sandis Prūsis Mārcis Rullis Jānis Silarājs Jānis Ozols     | 4-mansbob (m) Letland I  | 7e        | 3.09,06 (+1,55) (46,99 / 46,82 / 47,60 / 47,65) |
| Gatis Gūts Intars Dīcmanis Māris Rozentāls Gunārs Bumbulis | 4-mansbob (m) Letland II | 12e       | 3.09,44 (+1,93) (46,99 / 46,99 / 47,80 / 47,66) |

### Langlaufen
| Olympiër       | Discipline                       | Resultaat | Prestatie                                        |
| -------------- | -------------------------------- | --------- | ------------------------------------------------ |
| Juris Ģērmanis | 15 km klassiek (m)               | 49e       | 41.50,1 (+4.42,7)                                |
| Juris Ģērmanis | 30 km vrije stijl massastart (m) | 58e       | 1:22.30,4 (+10.59,4)                             |
| Juris Ģērmanis | achtervolging 10 km+10 km (m)    | 51e       | +3.50,9 (klassiek:28.41,1 + vrije stijl:24.58,8) |

### Rodelen
| Olympiër                     | Discipline | Resultaat | Prestatie                                             |
| ---------------------------- | ---------- | --------- | ----------------------------------------------------- |
| Nauris Skraustiņš            | mannen     | 22e       | 3.00,689 (+2,748) (45,335 / 45,389 / 44,904 / 45,061) |
| Guntis Rēķis                 | mannen     | 29e       | 3.02,704 (+4,763) (45,898 / 45,644 / 45,446 / 45,716) |
| Mārtiņš Rubenis              | mannen     | dns-3     | niet gestart run 3 (45,022 / 49,671 / dns)            |
| Anna Orlova                  | vrouwen    | 9e        | 2.54,739 (+2,275) (43,795 / 43,658 / 43,642 / 43,644) |
| Iluta Gaile                  | vrouwen    | 10e       | 2.55,073 (+2,609) (43,779 / 43,791 / 43,656 / 43,847) |
| Maija Tīruma                 | vrouwen    | 18e       | 2.55,931 (+3,467) (44,050 / 43,954 / 43,971 / 43,956) |
| Ivars Deinis Sandris Berzinš | dubbel     | 10e       | 1.26,906 (+0,824) (43,413 / 43,493)                   |

### Schaatsen
| Olympiër    | Discipline | Resultaat | Prestatie        |
| ----------- | ---------- | --------- | ---------------- |
| Ilonda Lūse | 1500 m (v) | 35e       | 2.04,25 (+10,23) |
| Ilonda Lūse | 3000 m (v) | 30e       | 4.23,13 (+25,43) |

### Skeleton
| Olympiër      | Discipline | Resultaat | Prestatie                     |
| ------------- | ---------- | --------- | ----------------------------- |
| Tomass Dukurs | mannen     | 21e       | 1.44,67 (+2,71) — 52,29+52,38 |

### IJshockey
| Olympiër | Discipline | Resultaat | Prestatie |
| --- | ---------- | --------- | --- |
| Kaspars Astašenko Aleksandrs Beļavskis Igors Bondarevs Aigars Cipruss Vjačeslavs Fanduļs Viktors Ignatjevs Artūrs Irbe Aleksandrs Kerčs Rodrigo Laviņš Aleksandrs Macijevskis Andrejs Maticins Sergejs Naumovs Aleksandrs Ņiživijs Sandis Ozoliņš Grigorijs Panteļejevs Aleksandrs Semjonovs Sergejs Seņins Kārlis Skrastiņš Oļegs Sorokins Leonīds Tambijevs Atvars Tribuncovs Harijs Vītoliņš | mannen     | 9e        | Voorronde groep A: 4- 2 Letland - Oostenrijk 6- 6 Letland - Slowakije 1- 4 Letland - Duitsland Wedstrijd om de 9e plaats: 9- 2 Letland - Oekraïne |

Amerikaanse Maagdeneilanden · Andorra · Argentinië · Armenië · Australië · Azerbeidzjan · België · Bermuda · Bosnië en Herzegovina · Brazilië · Bulgarije · Canada · Chili · China · Chinees Taipei · Costa Rica · Cyprus · Denemarken · Duitsland · Estland · Fiji · Finland · Frankrijk · Georgië · Griekenland · Groot-Brittannië · Hongarije · Hongkong · Ierland · IJsland · India · Iran · Israël · Italië · Jamaica · Japan · Joegoslavië · Kameroen · Kazachstan · Kenia · Kirgizië · Kroatië · Letland · Libanon · Liechtenstein · Litouwen · Macedonië · Mexico · Moldavië · Monaco · Mongolië · Nederland · Nepal · Nieuw-Zeeland · Noorwegen · Oekraïne · Oezbekistan · Oostenrijk · Polen · Roemenië · Rusland · San Marino · Slovenië · Slowakije · Spanje · Tadzjikistan · Thailand · Trinidad en Tobago · Tsjechië · Turkije · Venezuela · Verenigde Staten · Wit-Rusland · Zuid-Afrika · Zuid-Korea · Zweden · Zwitserland

Uitgesloten van deelname: Puerto Rico